# 1913 au Canada
Pour un article plus général, voir Chronologie du Canada.
Cet article traite des événements qui se sont produits durant l'année 1913 au Canada.

## Événements
- 7 - 10 novembre : tempête de 1913 sur les Grands Lacs.

### Politique
- 11 mars : fondation de la Ligue des droits du français.
- 17 avril : élection générale albertaine de 1913. Arthur Lewis Sifton est réélu premier ministre.
- Visite royale du prince Albert de Galles dans les maritimes.

### Sport
- Hockey sur glace : les Bulldogs de Québec remportent la Coupe Stanley.
- Première ascension du Mont Robson.
- Football canadien : les Tigers de Hamilton remportent la Coupe Grey contre les Parkdale de Toronto.

### Économie
- 27 mars : fondation du journal franco-ontarien Le Droit à Ottawa.
- Complétion du Chemin de fer transcontinental.

### Science
- Maud Menten contribue à établir l'équation de Michaelis-Menten utilisée en chimie.

### Culture
- Hiver : Louis Hémon rédige le roman Maria Chapdelaine. Ce roman connaîtra un grand succès plusieurs années plus tard.

### Religion
- 21 avril : érection du Diocèse de Mont-Laurier au Québec.
- Joseph-Guillaume-Laurent Forbes devient évêque au Diocèse de Joliette.
- Implantation des sœurs de Notre Dame d'Auvergne à Ponteix, Saskatchewan.

## Naissances
- 11 mars : John Weinzweig, compositeur.
- 24 mars : Émile Benoît, chanteur.
- 4 avril : Jules Léger, gouverneur général.
- 12 juin : Jean-Victor Allard, militaire.
- 16 juillet : Woodrow Stanley Lloyd, premier ministre de la Saskatchewan.
- 28 août : Robertson William Davies, écrivain, journaliste, professeur  († 2 décembre 1995).
- 15 septembre : Henry Brant, compositeur.
- 29 novembre : Rolland Bédard, acteur.
- 2 décembre : Léo Rivest, humoriste.
- 7 décembre : Donald C. MacDonald, chef du Nouveau Parti démocratique de l'Ontario.
- 12 décembre : Clint Smith, joueur professionnel de hockey sur glace.
- 27 décembre
  - Elizabeth Smart, auteure.
  - Jean-Louis Gagnon, journaliste.
- 28 décembre : Lou Jacobi, acteur.

## Décès
- 7 mars : Pauline Johnson, poète.
- 25 mars : Garnet Joseph Wolseley, militaire britannique qui avait dirigé l'expédition Wolseley contre la Rébellion de la rivière Rouge.
- 23 avril : Richard William Scott, maire d'Ottawa.
- 13 juillet : Louis Hémon, romancier.
- 18 novembre : John Foster McCreight, premier ministre de la Colombie-Britannique.
- 27 décembre : Henry James Morgan, écrivain